# بلاك ماجك
بلاك ماجك (باليابانية: ブラックマジック) مانغا سايبربانك يابانية من رسم وتأليف ماساموني شيرو. نشرت لأول مرة كدوجينشي في عام 1983، وأعيد طبعها لاحقًا بتنسيق تانكوبون بواسطة سيشينشا في عام 1985. واقتبست السلسلة لاحقًا إلى أوفا بعنوان بلاك ماجك إم-66 في عام 1987. من أخراج هيرويوكي كيتاكوبو. وإنتاج شركة أنمي إنترنشنل وأنيمات وتوزيع بانداي. تقتبس الأوفا بشكل فضفاض جدًا أحد فصول المانغا وتتمحور حول جهود صحفية تدعى سيبل، تحاول إنقاذ فتاة صغيرة من الروبوت العسكري الخارج عن السيطرة الذي صنعه جد الفتاة.

## الشخصيات
- سيبل

أداء صوتي: يوشيكو ساكاكيبارا
- آرثر

أداء صوتي: شينجي أوغاوا
- فيريس

أداء صوتي: تشيسا يوكوياما
- البروفيسور ماثيو

أداء صوتي: إيتشيرو ناغاي
- الأستاذ سليد

أداء صوتي: ماهيتو تسوجيمورا
- ريتشارد ليكي

أداء صوتي: يو ميزوشيما
- ناكامورا

أداء صوتي: كيوكو تونغو
- ريكو

أداء صوتي: كازويوكي سوغابي
- روجر

أداء صوتي: نوريو واكاموتو
- باكو

أداء صوتي: كوزو شيويا